# 밀란 비셰바츠
밀란 비셰바츠(Milan Biševac, 세르비아어: Милан Бишевац, 1983년 8월 31일 ~ )는 과거 센터백으로 활약했던 세르비아의 전 축구 선수이다.

## 수상

### 클럽
츠르베나 즈베즈다
- 세르비아 수페르리가 : 2005–06
- 세르비아 컵 : 2005–06

### 개인
- 리그 1 이달의 선수 (1): 2012년 1월